# Троицкая церковь (Таганрог)
Троицкая церковь — утраченный православный храм в Таганроге, одна из первых построек будущей крепости на мысу Таганий Рог. Начала действовать 1 сентября 1699 года. Эта церковь в своё время определяла силуэт Таганрога со стороны моря, поскольку была видна отовсюду.

## История создания
На небольшом и необжитом клочке земли, омываемом водами Азовского моря русский царь Пётр Первый, руководствуясь интересами России, повелел построить морскую крепость с гаванью. Одной из первых построек будущей крепости явилась церковь, которая уже 1 сентября 1699 года стала действовать. Она имела антиминс с престолом во имя святой Троицы. По имени Троицкой церкви крепость и город получили название Троицка, что на Таган-Роге. Расположенная на высоком берегу (между ныне существующим памятником Петру Первому и маяком) церковь обслуживала гарнизон крепости.
Освящена Троицкая церковь, по всем данным, была в 1699 году, при чем присутствовал и основатель Таганрога Пётр Великий во время своего возвращения из под Керчи.
Во время войны с турками Россия потерпела крупную неудачу и согласно Прутскому договору 1711 года и по требованию Турции Таганрог должен быть разрушен, а крепость прекратить своё существование. Церковь была перевезена по частям в разные места, но главным образом в Бахмут, и поставлена там близ земляного вала, существовавшей тогда цитадели по правую сторону крепостных ворот и наименована городскою. В 1745 году эту церковь в Бахмуте по ветхости упразднили, а вместо неё построили во имя Святой Троицы церковь в другом месте Бахмута, а на месте старой церкви установили небольшую каплицу.
Когда в 1769 году Таганрог окончательно возвратили России, епископ Воронежский Тихон Задонский дал согласие на постройку храма о трех престолах: святой Троицы, святых апостолов Петра и Павла и великомученицы Екатерины. Из-за недостатка средств храм построен не был и комендант города Иван Дежедерас предложил на скорую руку возвести храм попроще. Выполнили его на столбах обшитых досками и покрытых лубком. Церковь была рассчитана на 200 человек и в дальнейшем для быстро развивающегося города уже оказалась недостаточна, да и из-за времени стала приходить в ветхость.

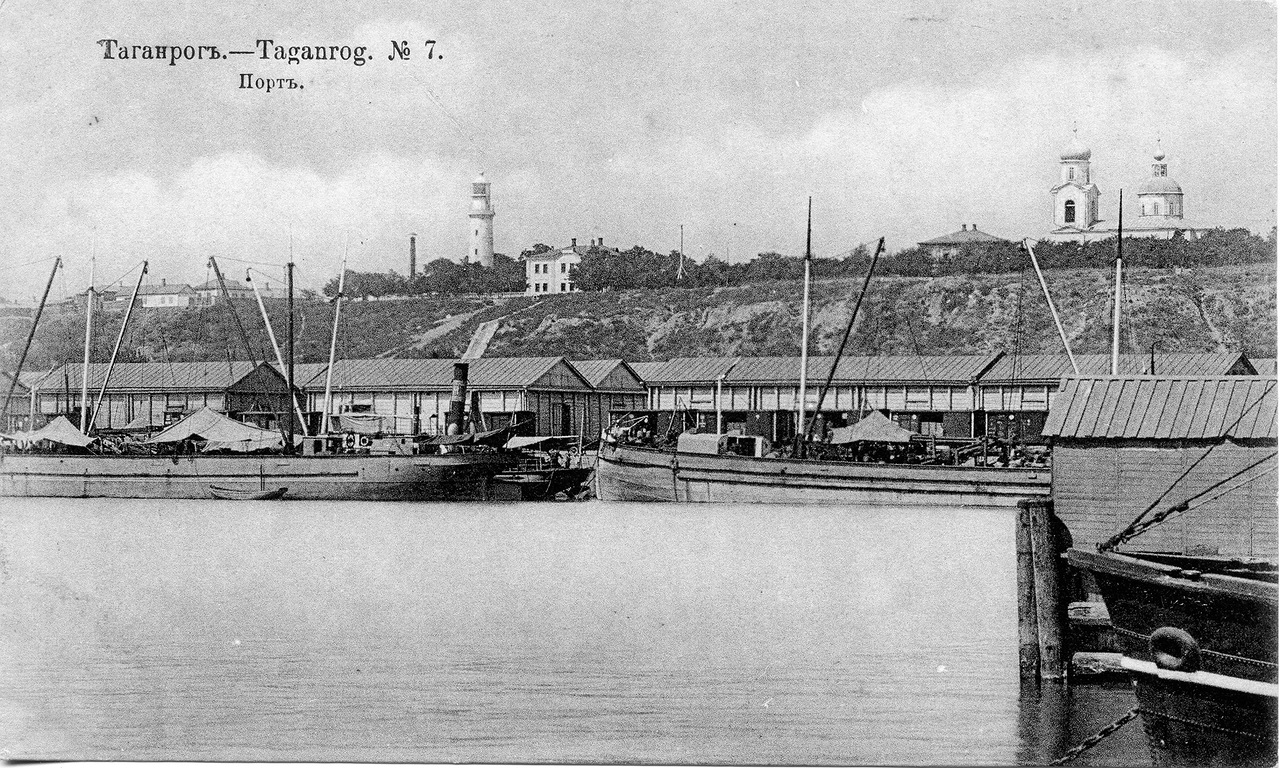
Вид на Троицкую церковь с моря, 1900 г.

В 1782 году комендант Иван Каспаров, получив поддержку со стороны офицеров крепости, решил построить новую деревянную церковь на каменном фундаменте. В этом же году, 14 октября, закладку её произвел Новороссийский протоиерей Иоанн Андреев. В 1785 году строительство окончили, церковь освятили и объявили соборной. Священником новой церкви, которой дали название Архангело-Михайловской, назначили Стефана Разорецкого.
По имеющимся при деле таганрогскаго градоначальника сведениям от 17 октября 1876 года, что церковь эта в 1798 году была обращена в батальонную и ружную, при чем на содержание причта её из комиссариатства выдавалось жалованье в следующем размере: протоиерею 120 руб. в год, священнику 100 руб., диакону 80 руб., дьячку и пономарю по 21 руб. и ржи по 3 четверти, да круп по 12 гарнцев. С 1834 года по упразднении гарнизонных рот, жалованье прекращено, но дьячок еще в 1876 году получал из местного казначейства на провизию 6 руб. 70 коя.; при этом благочинный добавил, что в этой церкви находится четыре иконы, как видно, бывшие наместными, замечательные по отделке стеклярусом, написанные византийским письмом, но испорченные последующими поправками; одна небольшая круглая икона Казанской Божией Матери с серебряным венчиком и подбородником, весом в 2 фунта 49 золотников; это подарок Императрицы Екатерины II. Основанием для такого предания может до некоторой степени служить находящийся на серебряной отделке вензель, но когда именно, и по какому случаю икона передана в церковь, нет никаких сведений.
Сооруженная иждивением военных чинов и таганрогских граждан Архангело-Михайловская церковь существовала до 1865 года, по мере приближения к которому, разумеется, приходила в ветхость, и в этом году староста церкви купец Афанасий Андреевич Белов выразил желание построить новую церковь во имя того же патрона, но на другом месте, именно, на Ярмарочной площади, с тем, чтобы старая церковь была снесена и из её материала построена школа, а утварь её была бы передана новой церкви. На все это последовало надлежащее разрешение и преступлено было к постройке новой церкви во имя Святого Архангела Михаила, которая в 1877 году была окончена. В этом же году церковь освящена и состоялось перенесение туда утвари из старого упраздненного храма.

## Спасение исторического храма
В 1877 году картина снятия с мест священных предметов, постепенное опустение храма вызывало грустные мысли у прихожан, привыкших в стенах этого старого храма изливать свои чувства пред Господом. Старики здесь были крещены, здесь венчались и вырастили детей своих под сенью св. Архангела Михаила, дребезжащий звон старого колокола, под шум морской волны, успокаивал прихожанина лучше всякой нежной симфонии — и вот двери запираются с тем, чтобы никого более туда не впускать.
Вид вывозимых священных предметов в такой степени сжимал сердца аборигенов петровских валов, что они рыдали как дети, а другие протестовали; один энергичный старожил Подосинников, как рассказывают, схватил за уздечку лошадей и не хотел допустить увоза утвари церковной: Духовенство церкви, хотя во главе его и стоял даровитый и смелый проповедник о. Василий Бандаков, оставалось посторонним зрителем факта.
Однако, как ни был беден приход церкви, как ни были скромны граждане составлявшие его, однако их глубоко оскорбленное чувство вызвало сочувствие в городском управлении, во главе которого стоял тогда городской голова Николай Джурич. Оно подняло вопрос о сохранении упраздненной церкви как исторического памятника и тем более, что эта церковь стояла на месте Троицкой, воздвигнутой Петром Великим. Но восстановление церкви потребовало бы и вновь выделения прихода от смежных приходов собора и Николаевской церкви, а также назначение нового причта и разрешения целого ряда сложных вопросов и потому духовенство как местное, так и епархиальное, отнеслось к таковому восстановлению старой Михайловской церкви под именем Троицкой не сочувственно и началась бесконечная переписка. А прихожане между тем волновались, один вид безмолвствующего храма удручал их.
Дело несколько раз восходило до Святейшаго синода, который, как видно, оценил внутренний смысл дела, и 23 июня 1879 года издал Указ Екатеринославской духовной Консистории следующего содержания: «оставить Таганрогскую крепостную церковь неприкосновенною и дозволить совершать в ней богослужение, если обществом города Таганрога будут приисканы средства на ея поддержание и сохранение, устроены будут при ней для помещения священника и псаломщика дома и представлены достаточныя средства к содержанию их».
В утешение местного духовенства в указе было сказано, что восстановленная церковь будет по имени своей петровской предшественницы именоваться Троицкою и прихода иметь не будет.
После такого указа была избрана комиссия для собирания средств к восстановлению храма и для заведования перестройкою его. Наиболее энергичными деятелями или жертвователями в этом своего рода таганрогском патриотическом деле были Александр Максимович Стороженко, Михаил Петрович Соколов, Эпаминонд Николаевич Алафузов, Андрей Павлович Тарасевич, и священник о. Павел Дмитревский. Денег и материала было собрано 23297 р. и от города 4000 руб. В 1884 году переделка церкви была почти окончена и церковная утварь из Михайловской церкви была возвращена в Троицкую.
В 1886 году для церкви решено было определить приход. Комитет для распределения прихода не был особенно щедр для восстановленной исторической церкви, уделил самое беднейшее население упраздненной крепости, приютившееся в крепостных землянках. Старостою был выбран один из деятелей по восстановлении церкви Михаил Петрович Соколов, а честь быть первым священником дорогого памятника Петровской длительности выпала на долю много потерпевшего в своей жизни священника о. Спиридона Желткевича, который, впрочем, не долго подвизался на новом поприще своего пастырского служения и скоро умер.

## Гибель храма

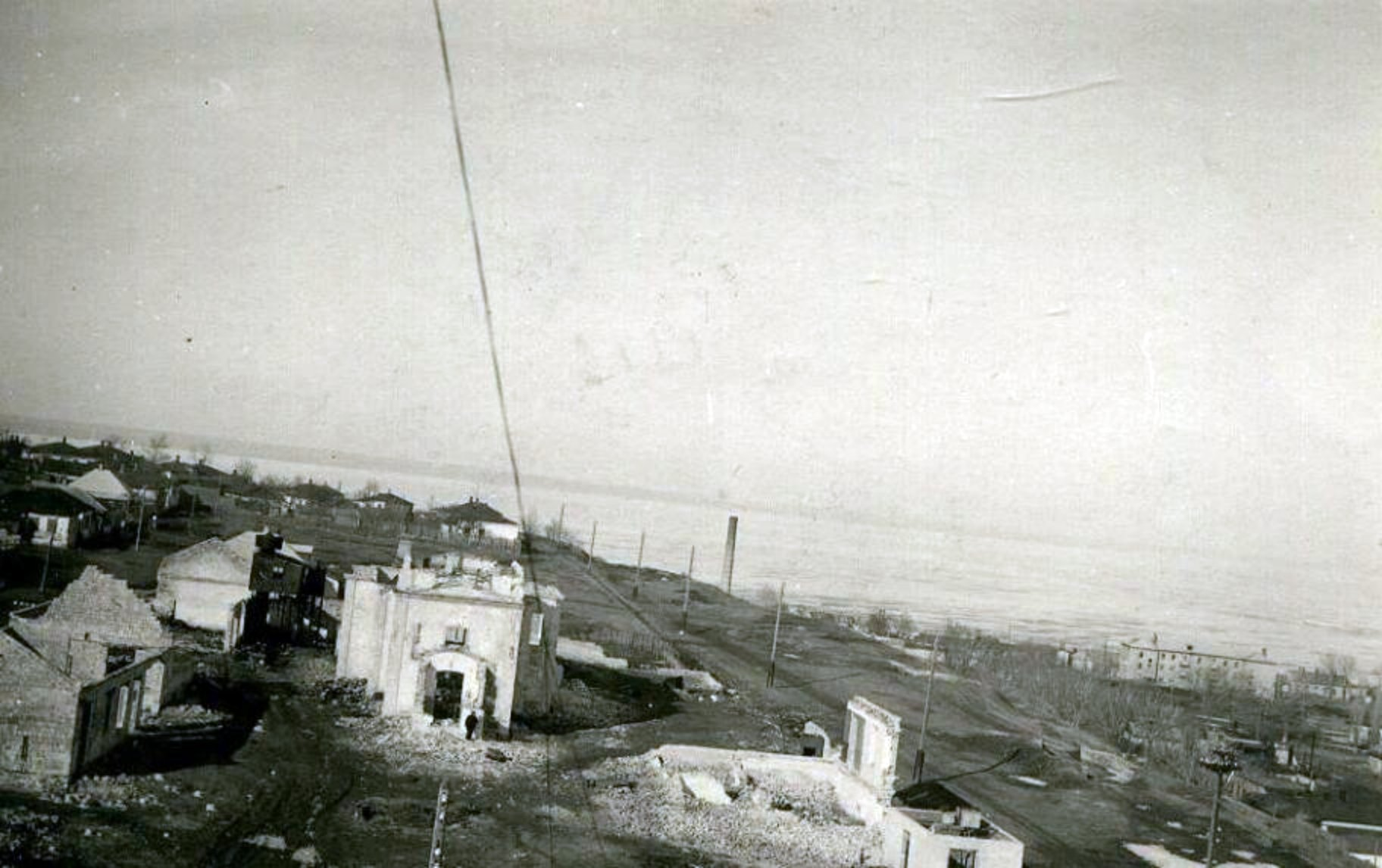
Вид на руины Троицкой церкви с маяка, 1943 г. Вдали виден памятник Петру I

В 1922 году церковная утварь была реквизирована советами, в том числе 20 икон, 8 лампад, венчик с восемью золотыми сияниями, золотой крест и драгоценные камни. В 1930 году Троицкая церковь была закрыта и превращена в крытый кооперативный рынок. Многие жители отказывались её посещать, а если всё же приходилось, то перед входом осеняли себя по привычке крестным знамением. Потом здание было отдано под кроватную мастерскую, а позднее — совсем разрушена.
Когда во время немецкой оккупации в Таганроге с разрешения германский властей стали открывать некоторые уцелевшие церкви, Троицкая церковь оказалась для этого совершенно непригодной.
В 1999 году знаток таганрогской старины Олег Павлович Гаврюшкин писал: «Стою на сохранившихся остатках фундамента старейшего храма и смотрю вокруг. Памятник Петру Первому, панорама морского берега, краски таганрогского залива, ухоженные тропинки — не могут загладить боль утраченного. Место это свято еще и тем, что здесь, почти триста лет назад, в присутствии Петра Великого, была освящена первая церковь города. Будет непростительно, если в честь такого неординарного для города исторического события на этом месте не установят отличительный памятный знак».
Как считают специалисты, Троицкая церковь, хотя и не отличалась сколько-нибудь художественными достоинствами, несла в то же время большую градостроительную нагрузку: она «держала» силуэт города со стороны моря, так как была видна отовсюду. По мнению искусствоведа института «Спецпроектреставрация» В. Решетникова, это тот случай, когда градоформирующая роль памятника служит достаточным основанием для его воссоздания.